# Культура Кереш

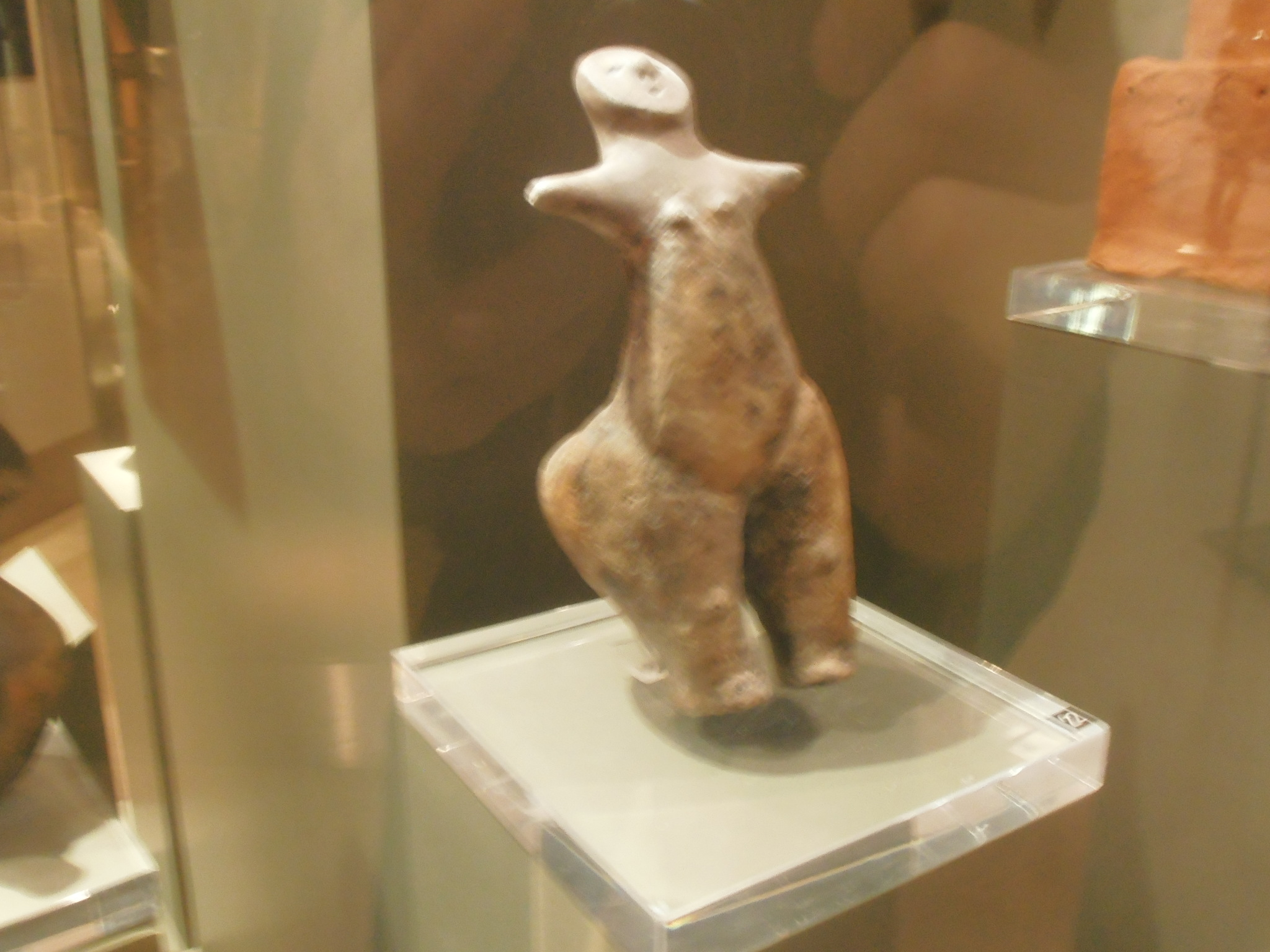
Неолітична Венера — статуетка культури Кереш зі стеатопігією

Кереш (Körös) (угорська назва), Криш (Criş) (румунська назва) — ранньонеолітична археологічна культура.
Датується 5500-4500 роками до н.е. Була поширена на території сучасної Угорщини (у басейні річки Кереш (Криш), звідси назва) і Румунії.

## Культурна спільність Старчево-Криш-Кереш-Караново
Культура Кереш входить у культурно-історичну область Старчево — Кереш — Караново І найдавнішого керамічного неоліту Південно-Східної Європи. 
У Сербії культура Кереш називається Старчево культура, що не має значних розбіжностей. У Болгарії тотожня культурі Караново від Караново-І. Різні назви культури у чотирьох країнах виникли за політичними міркуванняма соперництва.

## Старчево-Криш-Кереш-Караново в Україні
В Україні, на терені Закарпаття, є 8-ім значних пам'яток культури Криш: Ужгород, Великі Лази, Холмці, Рільне (Рафайлове), Велика Добронь, Малі Гаївці, Заставне, Мала Гора (Мукачеве) та Дрисине.

## Опис культури
Населення жило в хатах з обмазаних глиною плетених каркасів, займалося скотарством (велика рогата худоба, кози, вівці), землеробством, полюванням і рибальством.
Кераміка — кулясті й напівсферичні посудини на кільцевих піддонах або чотирьопелюсткових підставах, а також сулії, плоскі з одного боку, опуклі — з іншої, з декількома вушками; зустрічаються й писані посудини.